# Adelphocoris lineolatus
Adelphocoris lineolatus är en insektsart som först beskrevs av Johann August Ephraim Goeze 1778.  Adelphocoris lineolatus ingår i släktet Adelphocoris och familjen ängsskinnbaggar. Arten är reproducerande i Sverige. Inga underarter finns listade i Catalogue of Life.

## Bildgalleri

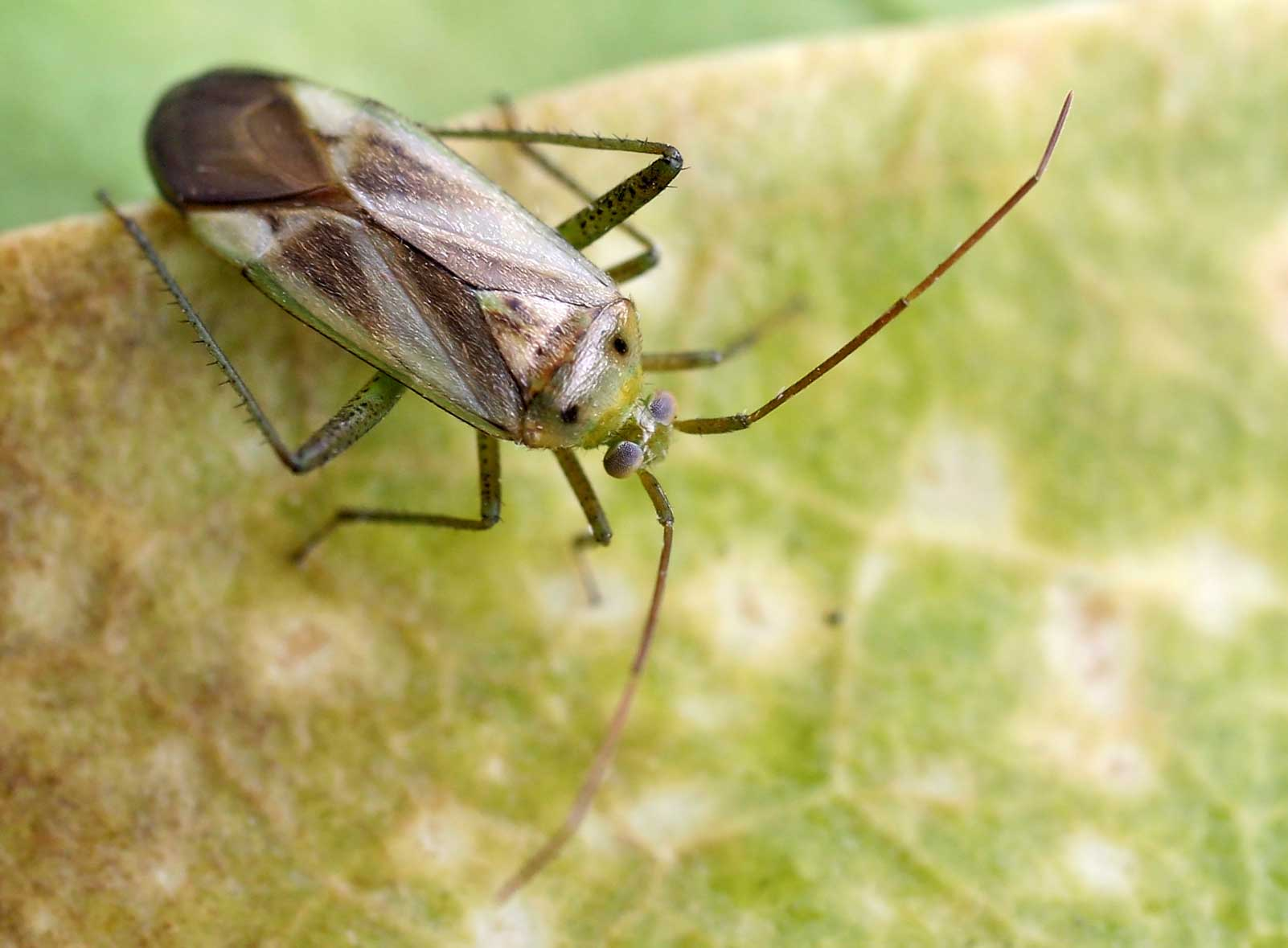
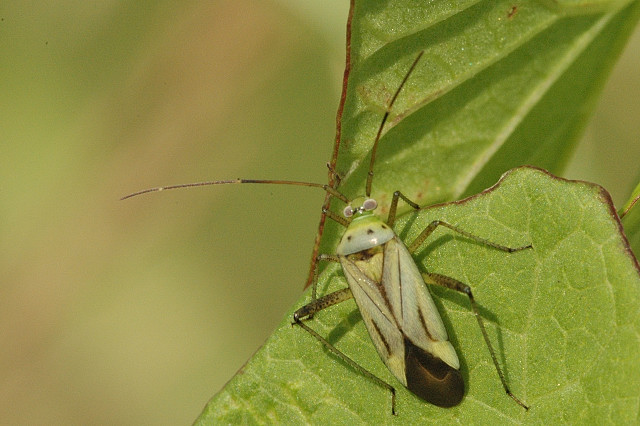
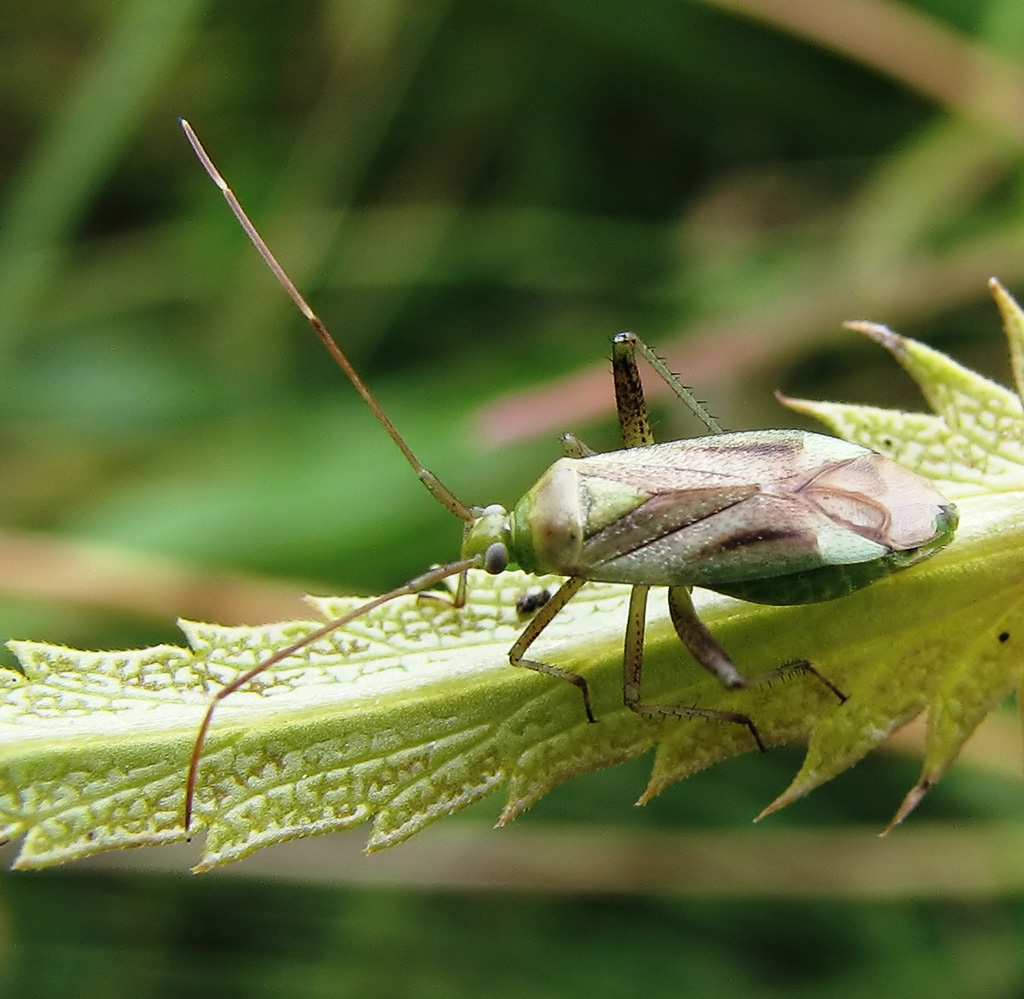
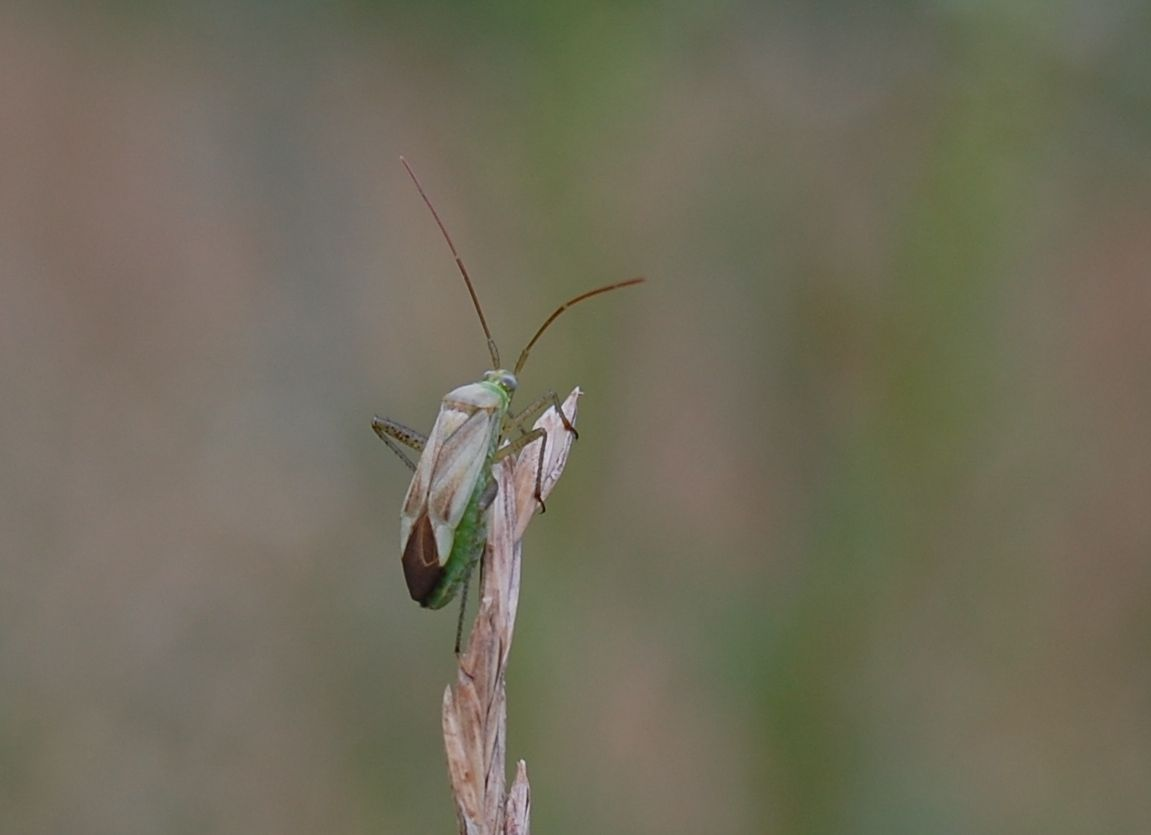